# Capilla de Nuestra Señora de la Peña
La Capilla de Nuestra Señora de la Peña
 (en chino: 西望洋聖堂; en portugués: Capela de Nossa Senhora da Penha) también conocida como la "Ermita de Nuestra Señora de la Peña" y como la "Capilla de Nuestra señora del Buen Parto", fue construida en 1622 (año de la invasión holandesa a Macao) por la tripulación y pasajeros de un barco que casi fue capturado por los holandeses, en la cima de una colina, al lado del baluarte de Nuestra Señora del Buen Parto. Antiguamente, la capilla servía como local de peregrinación para marineros católicos que se preparaban para viajes peligrosos.
La capilla fue completamente reconstruida, junto con el palacio episcopal (residencia del obispo de Macao), en 1837, manteniendo su forma simple. En 1892, la capilla comenzó a ser ampliada, después de ser demolido el baluarte. En 1935, el obispo Cardenal D. José da Costa Nunes completó la ampliación y reedificación de la capilla e inauguró la magnífica torre del campanario.